# Крикский язык
Крикский язык (Creek, Muskogee), известен также как маскоги (самоназвание — Mvskoke) — североамериканский индейский язык, наиболее известный из языков мускогской семьи, по которому эта семья получила название.
Носителями языка являются индейцы крики (маскоги, мускоги) и семинолы, проживающие в штатах Оклахома, Флорида (резервация Брайтон и др.), а также (в меньшей степени) Алабама и Джорджия.

## Фонетика и орфография

### Письменность
Крикский алфавит был принят в конце XIX века (Innes 2004). Он состоит из 20 латинских букв, произношение которых имеет отличия от произношения в традиционном латинском алфавите и в английском языке:
1. a, (a).
2. c, (tʃ).
3. e, (ɨ).
4. ē, (i).
5. f, (f).
6. h, (h).
7. i, (e).
8. k, (k).
9. l, (l).
10. m, (m).
11. n, (n).
12. o, (ʊ) или (o), может быть кратким.
13. p, (p).
14. r, (ɬ), не имеет аналога в большинстве европейских языков, в транслитерации нередко передаётся как hl или tlh. Звук образуется выпусканием воздуха по бокам языка при произнесении «л», как валлийское ll.
15. s, (s).
16. t, (t).
17. u, (ʊ) или (o), обычно тот же звук, что и для краткого o выше.
18. v, (ə).
19. w, (w).
20. y, (j).

Имеются три дифтонга:
- ue, [oj]
- vo, [oa]
- eu, равен крикскому краткому e, плавно переходящему в u.

Немые буквы отсутствуют — все буквы произносятся.

### Особенности языка, не передаваемые стандартной орфографией
В стандартной орфографии не отображаются такие характеристики крикского языка, как тональность и назализация — они передаются только в словарях. Мартин (Martin, 2000) и Иннес (Innes, 2004) используют следующие обозначения:
- Нисходящий тон слога обозначается циркумфлексом. В языке крик изменение тона имеет смыслоразличительное значение: acces («она надевает (платье)») — âcces («она носит (платье)»).
- Назализация гласного передаётся «хвостиком» (т. наз. «огонэком») под гласной буквой. Если глагол acces превращается в ącces, он становится глаголом несовершенного вида, то есть передаёт повторяющееся или обычное действие.
- Ключевой слог слова нередко обозначается акцентом. Обычно это последний слог слова с обычным тоном; все следующие слоги произносятся более низким тоном.

## Фонология
Нижеследующая таблица составлена по материалам последних лингвистических исследований:
|                         | Лабиальные | Альвеолярные | Палатальные | Велярные | Глоттальные |
| ----------------------- | ---------- | ------------ | ----------- | -------- | ----------- |
| Плозивные               | p          | t            |             | k        |             |
| Аффрикаты               |            |              | ʧ           |          |             |
| Фрикативные             | f          | s            |             |          | h           |
| Латеральные фрикативные |            | ɬ            |             |          |             |
| Носовые                 | m          | n            |             |          |             |
| Латеральные             |            | l            |             |          |             |
| Полугласные             | w          |              | j           |          |             |

/ʧ/ на письме отражается как c, /ɬ/ — как r, /j/ — как y.
|                          | Передний ряд | Средний ряд | Задний ряд |
| ------------------------ | ------------ | ----------- | ---------- |
| Закрытые гласные         | i iː         |             |            |
| Открытые-средние гласные |              |             | o oː       |
| Открытые гласные         |              | a aː        |            |

В крикском языке есть три дифтонга: /ej ow aw/. Гласные могут назализоваться (см. различие между acces и ącces, описанное выше); несмотря на это, Джонсон и Мартин (Johnson and Martin, 2001) не считают назализованные гласные отдельными фонемами. Назализованые гласные обозначаются подстрочным знаком — огонэком, как в польском языке: ę, ų, į и др.
Имеются три тона: высокий (обозначается акутом: á), низкий (не имеет своего обозначения: a) и нисходящий (обозначается циркумфлексом: â). Краткие гласные /i o a/ подвержены централизации, смещаясь примерно в область [ɪ ɔ ə]. Орфографические правила, приведённые в этой статье, относятся к лингвистической транслитерации и не затрагивают действительный письменный обиход носителей языка.

### Чередование согласных
Четыре согласных в крикском языке отличаются от английских, поскольку могут быть звонкими или глухими, в зависимости от позиции в слове (подобно немецкому s). Если они находятся между двумя гласными или в начале слова, их звучание может отличаться от стандартного:
- c может звучать как dʒ;
- k может звучать как g;
- p может звучать как b;
- t может звучать как d.

Кроме того, некоторые сочетания согласных звучат иначе, чем в английском, что создаёт проблемы с транскрипцией. Наиболее известный случай — окончание 2-го лица ед. ч. для глаголов. Wiketv означает «останавливаться»; глагол, означающий «ты останавливаешься» записывается по-крикски как wikeckes или wiketskes, и оба варианта произносятся одинаково, однако вариант с -eck-, используемый Иннесом (Innes, 2004), менее желателен, чем вариант -etsk-, используемый Мартином (Martin, 2000) и Лориджем (Loughridge, 1964), поскольку англоязычный читатель читает его как k.

### Долгота гласных
Одним из ключевых моментов в крикском языке является долгота гласных. В общем и целом, имеются пары гласных — долгие и краткие, причём замена долгой на краткую или наоборот может привести к изменению смысла слова, например, изменению времени глагола, его наклонения или залога. Существуют следующие пары гласных:
- краткий гласный v с долгим гласным a;
- краткий гласный e с долгим гласным ē;
- краткий гласный u с долгим гласным o.

В традиционной орфографии крикского языка иногда пишется a, когда произносится v, или пишется o, когда на самом деле произносится u.

## Отличительные черты грамматики

### Синтаксис
Обычный порядок слов — SOV. Подлежащее или дополнение могут быть либо собственно существительным, либо существительным, за которым следуют одно или несколько прилагательных. Наречия обычно встречаются либо в начале предложения (наречия времени), либо непосредственно после глагола (наречия способа действия).

### Глаголы
В крикском языке один глагол может переводиться на европейские языки целым предложением, поскольку содержит в себе сразу несколько морфологических показателей, при этом глагольная основа претерпевает изменения.
- Лицо

Letketv «бежать»:
- - Letkis «я бегу»;
  - Letkeckes (или Letketskes) «ты бежишь»;
  - Letkes «он / она бежит».
  - Формы множественного числа могут быть более сложными (см. ниже).
- Лицо (прямого или косвенного дополнения)

Маркируется префиксами.
Hecetv «видеть»:
- - Cvhēcis «я вижу тебя»;
  - Cehēceckes «ты видишь меня».
- Время

Pohetv «слышать»:
- - Pohis «я слышу (настоящее время)»;
  - Pohhis «я только что слышал (1-е или непосредственное прошедшее время, до дня тому назад)»;
  - Pohvhanis «я вот-вот услышу»;
  - Pohares «я услышу»;
  - Pohiyunks «я слышал недавно (2-е или среднепрошедшее время, до недели тому назад)»;
  - Pohimvts «я слышал (3-е или отдалённое прошедшее время, до года тому назад)»;
  - Pohicatēs «давным-давно я слышал. (4-е или давнопрошедшее время, более года тому назад)».

Существует как минимум ещё 10 времён, включая перфектные версии вышеуказанных, а также будущее, неопределённое и давнопрошедшее времена.
- Наклонение

Wiketv «остановиться»:
- - Wikes «он / она останавливается (изъявительное наклонение)»;
  - Wikvs «остановись! (императив)»;
  - Wikv-wites «он / она может остановиться (потенциал)»;
  - Wike-nomat «если он / она остановится (сослагательное наклонение)»;
  - Wikepueces «он / она заставил кого-то остановиться (каузатив)».
- Вид

Kerretv «учиться»:
- - Kērris «я учусь (прогрессив, действие продолжается или развивается)»;
  - Kêrris «я знаю (результат, состояние)»;
  - Kęrris «я продолжаю учиться (имперфект, обычное или повторяющееся действие)»;
  - Kerîyis «я только что узнал (действие завершено в прошлом)».
- Залог
  - Wihkis = «я только что остановился (актив, 1-е прошедшее время)»;
  - Cvwihokes = «меня только что остановили (пассив, 1-е прошедшее время)».
- Отрицание
  - Wikarēs «я остановлюсь (утверждение, будущее время)»;
  - Wikakarēs «я не остановлюсь (отрицание, будущее время)».
- Вопросы

Hompetv «есть»; nake? «что?»:
- Hompeckes «ты ешь»;
- Hompeckv? «ты ешь? (ожидается ответ „да“ или „нет“)»;
- Nake hompecka? «что ты ешь? (ожидается развёрнутый ответ)».

#### Глаголы с нерегулярным множественным числом
Некоторые крикские глаголы, особенно те, которые передают движение, имеют крайне нерегулярные формы множественного числа. Например, letketv бежать (один субъект), tokorketv «бежать (вдвоём)», pefatketv «бежать (втроём или больше участников)».

#### Стативные глаголы
Ещё один класс крикских глаголов представляют стативные глаголы. Они не выражают действия и не предполагают длительности, дают лишь описание состояния. Подобные глаголы (означающие буквально «быть красным», «быть плохим» и т. п.) существуют в китайском и корейском языках, в древних и ряде современных семитских языков, в то время как в индоевропейских языках вместо подобных глаголов, как правило, используются прилагательные. В крикском языке «прилагательные» являются разновидностью глаголов, однако эти глаголы не изменяются по лицам субъекта (подлежащего) при помощи аффиксов, в отличие от перечисленных выше глаголов. Вместо этого меняется префикс.
Пример:
- Enokkē «быть больным»;
- enokkēs «он / она болен / больна»;
- cvnokkēs «я болен»;
- cenokkēs «ты болен».

#### Локативные префиксы
В крикском языке также используются префиксы глаголов для передачи оттенков значений глаголов.
В крикском языке для той же цели используются т. наз. «локативные приставки»:
Пример:
- vyetv «идти (только об одиночных объектах, см. выше)»;
- ayes «я иду»;
- ak-ayes «я иду (в воде / по низкому месту / под чем-то)»;
- tak-ayes «я иду (по земле)»;
- oh-ayes «я иду (сверху чего-либо)».

С другой стороны, для глаголов движения крикский язык обладает широким выбором глаголов с конкретным значением:
- ossetv «выходить»;
- ropottetv «проходить (сквозь)».

### Обладание
Если во многих языках мира обладание передаётся при помощи родительного или аналогичного падежа, то в крикском языке для выражения принадлежности используются принципиально иные конструкции, в зависимости от природы существительного.

#### Неотчуждаемое обладание
Часть тела или член семьи не могут упоминаться в крикском языке без указания на обладателя; маркер обладателя является неотъемлемой частью такого слова. Эту роль играет серия взаимозаменяемых приставок:
- enke «его / её рука»;
- cvnke «моя рука»;
- cenke «твоя рука»;
- punke «наша рука».

Даже если указан конкретный обладатель, слово употребляется только вместе с префиксом, например, Toske enke «рука Тоске» — букв.: «Тоске его рука».

#### Отчуждаемое (передаваемое) обладание
Указание на обладание для прочих имён существительных осуществляется с помощью отдельного набора предлогов:
- efv «собака»;
- vm efv «моя собака»;
- cem efv «твоя собака»;
- em efv «его / её собака»;
- pum efv «наша собака».

Пример:
Toske em efv «собака Тоске» (букв.: «Тоске его собака») — такая фраза грамматически правильна в крикском (похожие конструкции существуют в тюркских, уральских и др. языках).

#### Локативные существительные
Ещё одной отличительной особенностью крикского языка является наличие «локативных существительных». Если в европейских языках для обозначения местонахождения используются предлоги, а в тюркских или финно-угорских — падежи, то в крикском языке местонахождение обозначают собственно существительные (подобно персидскому языку). Они связываются посессивными конструкциями, подобно обозначениям частей тела или членов семьи:
- cuko «дом»; yopv — существительное, обозначающее «то, что позади»; cuko yopv «за домом»; cvyopv «за мной»; ceyopv «за тобой».
- lecv «то, что под»; eto «дерево»; eto lecv «под деревом».
- tempe «около»; cvtempe «около меня»; cetempe «около тебя»; putempe «под нами».